# 西川俊夫
西川 俊夫（にしかわ としお、1962年 - ）は、日本の化学者。有機化学者。学位は、農学博士（名古屋大学）。名古屋大学大学院生命農学研究科教授。長野県出身。
フグ毒テトロドトキシンの不斉全合成を達成した。

## 経歴
- 長野県岡谷市出身
- 長野県諏訪清陵高等学校卒業
- 1985年 静岡大学理学部化学科卒業
- 1987年 名古屋大学農学部食品工業化学科博士課程（前期課程）修了
- 1988年 サッポロビール株式会社　退職
- 1988年 名古屋大学農学部助手
- 1995年 農学博士（名古屋大学）
- 1999年 ドイツ連邦Stuttgart 大学有機化学研究所 Guest Scientist として留学（平成12年6月まで）
- 2004年 名古屋大学大学院生命農学研究科助教授
- 2008年 名古屋大学大学院生命農学研究科教授

## 受賞等
- 2001年 2000年度有機合成協会『研究企画賞』
- 2001年 18th International Congress of Heterocyclic Chemistry, Specs and Biospecs.ポスター賞
- 2002年 2001年度有機合成協会奨励賞
- 2004年 Synlett Assistant Professor Awards 2004
- 2006年 Interantional Conference on Cutting-Edge Organic Chemistry in Asia . ACP lecture ship Award.